# Obelisk Władysława Stanisława Reymonta w Kobielach Wielkich
Obelisk Władysława Stanisława Reymonta w Kobielach Wielkich – obelisk upamiętniający postać Władysława Stanisława Reymonta odsłonięty w 1966 r. w Kobielach Wielkich.
Pomnik odsłonięto w 1966 r. z okazji Kongresu Kultury Polskiej. Autorem projektu jest Sławomir Rajca. Obiekt upamiętnia związki Władysława Reymonta z ziemią radomszczańską. Głazy wchodzące w skład pomnika zostały przyniesiony ze Strzałkowa, zaś elementy metalowe (pióro, spirala i tablica) zostały wykonane w Radomsku. Teren pod budowę pomnika został przekazany przez szkołę w Kobielach Wielkich. Inicjatorem budowy był Dyzman Krasoń. 
Na tablicy umieszczono napis:

Stanisław Władysław Reymont urodzony w Kobielach Wielkich 7.V.1867 - 5.XII.1925. Laureatowi Nagrody Nobla, wielkiemu piewcy ziemi ojczystej w dniach Kongresu Kultury Polskiej młodzież radomszczańska